# Atheta hyperborea
Atheta hyperborea är en skalbaggsart som beskrevs av Lars Zakarias Brundin 1940. Atheta hyperborea ingår i släktet Atheta, och familjen kortvingar. Arten är reproducerande i Sverige.